# Samvel Danieljan
Samvel Danieljan (* 4. února 1971 Baku) je bývalý sovětský a ázerbájdžánský zápasník – klasik arménské národnosti, který po rozpadu Sovětského svazu v roce 1991 reprezentoval Rusko

## Sportovní kariéra
Zápasení se věnoval od 9 let v rodném Baku. Pod vedením trenéra Eduarda Kasparjana se specializoval na řecko-římský styl. Jako úspěšný junior byl koncem osmdesátých let poslán do armádního vrcholového tréninkového centra v Rostově na Donu. Po rozpadu Sovětského svazu v roce 1991 reprezentoval až do konce sportovní kariéry Ruskou federeci ve váze do 52 (54) kg. V roce 1996 startoval jako úřadující mistr světa na olympijských hrách v Atlantě. Ve třetím kole nestačil na pozdějšího vítěze Arména Armena Nazarjana a v boji o třetí místo podlehl Ukrajinci Andriji Kalašnykovovi 1:4 na technické body. Obsadil 4. místo. Po olympijských hrách se v nové váze do 54 kg v ruské reprezentaci prosadil opět v roce 1999. Nominaci na olympijské hry v Sydney v roce 2000 však prohrál s Valerijem Nikonorovem. Vzápětí ukončil sportovní kariéru. Žije v Moskvě, kde se věnuje trenérské práci.

## Výsledky
| Olympijské hry     |    | —  |    |   |    | — |     |   |    | 4.  |   |   |    |  |  |  |  |
| Mistrovství světa  | —  |    | —  | — | —  |   | úč. | — | 1. |     | — | — | —  |  |  |  |  |
| Mistrovství Evropy | —  | —  | —  | — | —  | — | 3.  | — | 4. | úč. | — | — | 1. |  |  |  |  |
| MS nadějí          | —  |    | —  |   | 1. |   |     |   |    |     |   |   |    |  |  |  |  |
| ME nadějí          |    | 1. |    | — |    |   |     |   |    |     |   |   |    |  |  |  |  |
| MS juniorů         |    | 1. |    |   |    |   |     |   |    |     |   |   |    |  |  |  |  |
| ME juniorů         | 1. |    | 1. |   |    |   |     |   |    |     |   |   |    |  |  |  |  |